# بخش ماهه
بخش ماهه (به انگلیسی: Mahe district) یک بخش در هند است که در پودوچری واقع شده‌است. بخش ماهه ۸٫۶۹ کیلومتر مربع مساحت و ۴۱٬۸۱۶ نفر جمعیت دارد.